# Plectris tucumana
Plectris tucumana är en skalbaggsart som beskrevs av Bruch 1909. Plectris tucumana ingår i släktet Plectris och familjen Melolonthidae. Inga underarter finns listade i Catalogue of Life.